# Povilas Vasiliauskas
Povilas Vasiliauskas (* 29. Januar 1953 in der Litauischen SSR) ist ein litauischer Jurist und Politiker, ehemaliger Bürgermeister von  Klaipėda.

## Leben
Von 1980 bis 1989 war er Stellvertreter des Staatsanwalts der Stadt Klaipėda.
Von 1990 bis 1992 war er Bürgermeister der Stadtgemeinde Klaipėda. Februar 1992 trat er mit dem Vorstand wegen der Auseinandersetzungen mit dem Stadtrat vom Amt zurück. Von 1992 bis 1998 und 1990 war er Rechtsanwalt. Von 2003 bis 2007 war er Mitglied im Stadtrat Klaipėda, Vorsitzende des Ausschusses für Strategische Entwicklung. Ab 2000 war Povilas Vasiliauskas Vorstandsvorsitzende des Verwaltungsunternehmens der Freien Wirtschaftszone Klaipėda.
Seit 2003 ist er Mitglied der Partei Liberalų ir centro sąjunga.

## Quelle
1. ↑  CV (Memento des Originals vom 23. Februar 2012 im Internet Archive)  Info: Der Archivlink wurde automatisch eingesetzt und noch nicht geprüft. Bitte prüfe Original- und Archivlink gemäß Anleitung und entferne dann diesen Hinweis.

| Personendaten    | Personendaten                    |
| ---------------- | -------------------------------- |
| NAME             | Vasiliauskas, Povilas            |
| KURZBESCHREIBUNG | litauischer Jurist und Politiker |
| GEBURTSDATUM     | 29. Januar 1953                  |
| GEBURTSORT       | Litauische SSR                   |